# Němčice (okres Kolín)
Němčice jsou obec ležící v okrese Kolín asi 10 km severovýchodně od Kolína. V roce 2011 zde bylo evidováno 154 adres. Žije zde 394 obyvatel.
Němčice leží v katastrálním území Němčice u Kolína o rozloze 7,17 km².

## Historie
První písemná zmínka o Němčicích pochází z roku 1397. Až do roku 1860 byla obec spojená s obcí Ohaře.

### Územněsprávní začlenění
Dějiny územněsprávního začleňování zahrnují období od roku 1850 do současnosti. V chronologickém přehledu je uvedena územně administrativní příslušnost obce v roce, kdy ke změně došlo:
- 1850 země česká, kraj Pardubice, politický i soudní okres Kolín[7]
- 1855 země česká, kraj Čáslav, soudní okres Kolín
- 1868 země česká, politický i soudní okres Kolín
- 1939 země česká, Oberlandrat Kolín, politický i soudní okres Kolín[8]
- 1942 země česká, Oberlandrat Praha, politický i soudní okres Kolín[9]
- 1945 země česká, správní i soudní okres Kolín[10]
- 1949 Pražský kraj, okres Kolín[11]
- 1960 Středočeský kraj, okres Kolín
- 2003 Středočeský kraj, obec s rozšířenou působností Kolín

### Rok 1932
Ve vsi Němčice (460 obyvatel) byly v roce 1932 evidovány tyto živnosti a obchody: 3 hostince, 2 kováři, krejčí, 2 obuvníci, rolník, 3 obchody se smíšeným zbožím, 2 truhláři.

## Doprava
Dopravní síť
- Pozemní komunikace – Do obce vede silnice III. třídy. Ve vzdálenosti 3 km vede silnice II/328 Jičíněves – Městec Králové – Kolín.

- Železnice – Železniční trať ani stanice na území obce nejsou.

Veřejná doprava 2011
- Autobusová doprava – V obci zastavovaly příměstské autobusové linky Kolín-Konárovice-Polní Chrčice (v pracovních dnech 2 spoje) a Kolín-Býchory-Žiželice (v pracovních dnech 11 spojů, o víkendech 3 spoje) (dopravce Okresní autobusová doprava Kolín, s. r. o.).

## Galerie

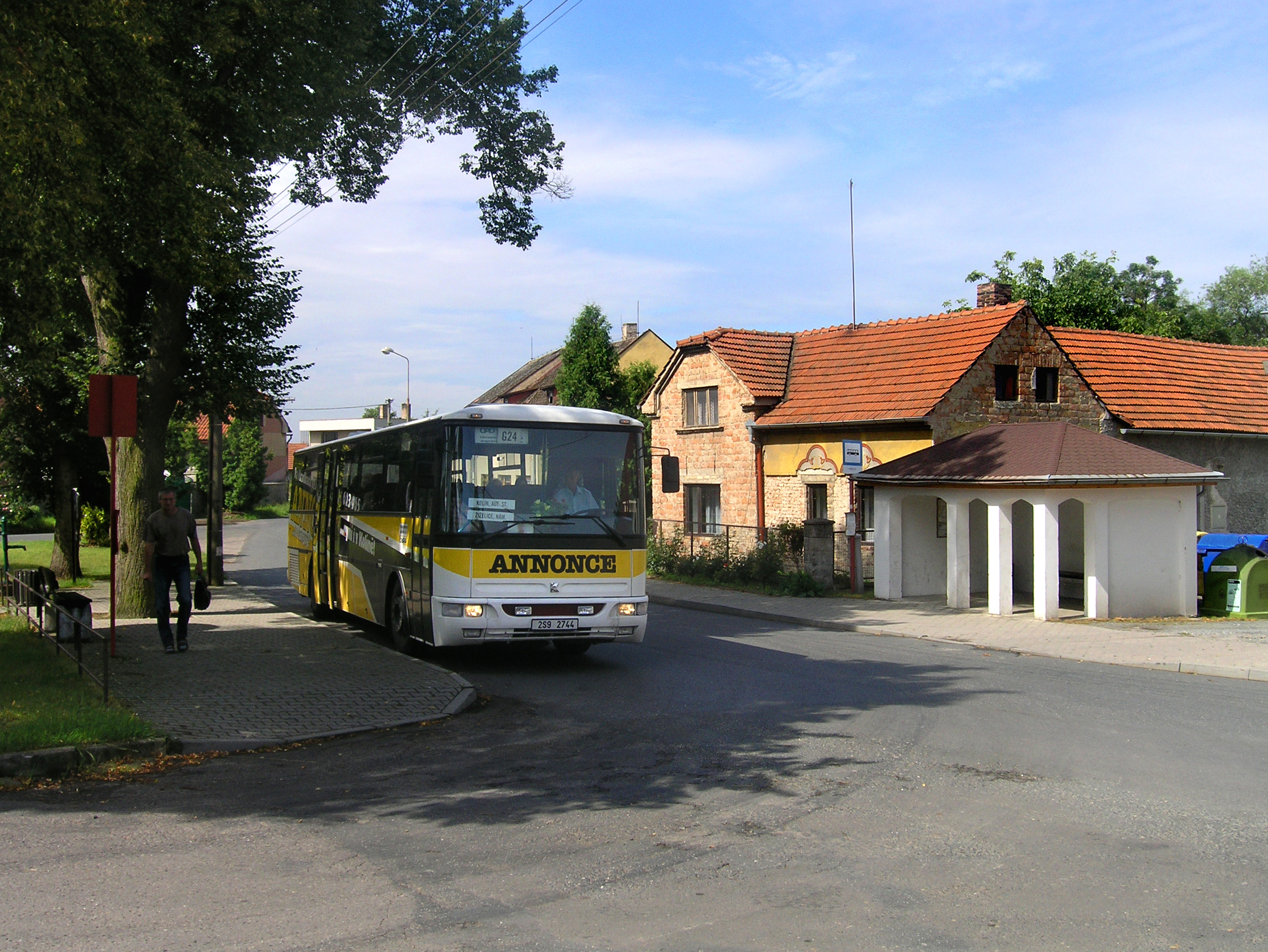
Náves
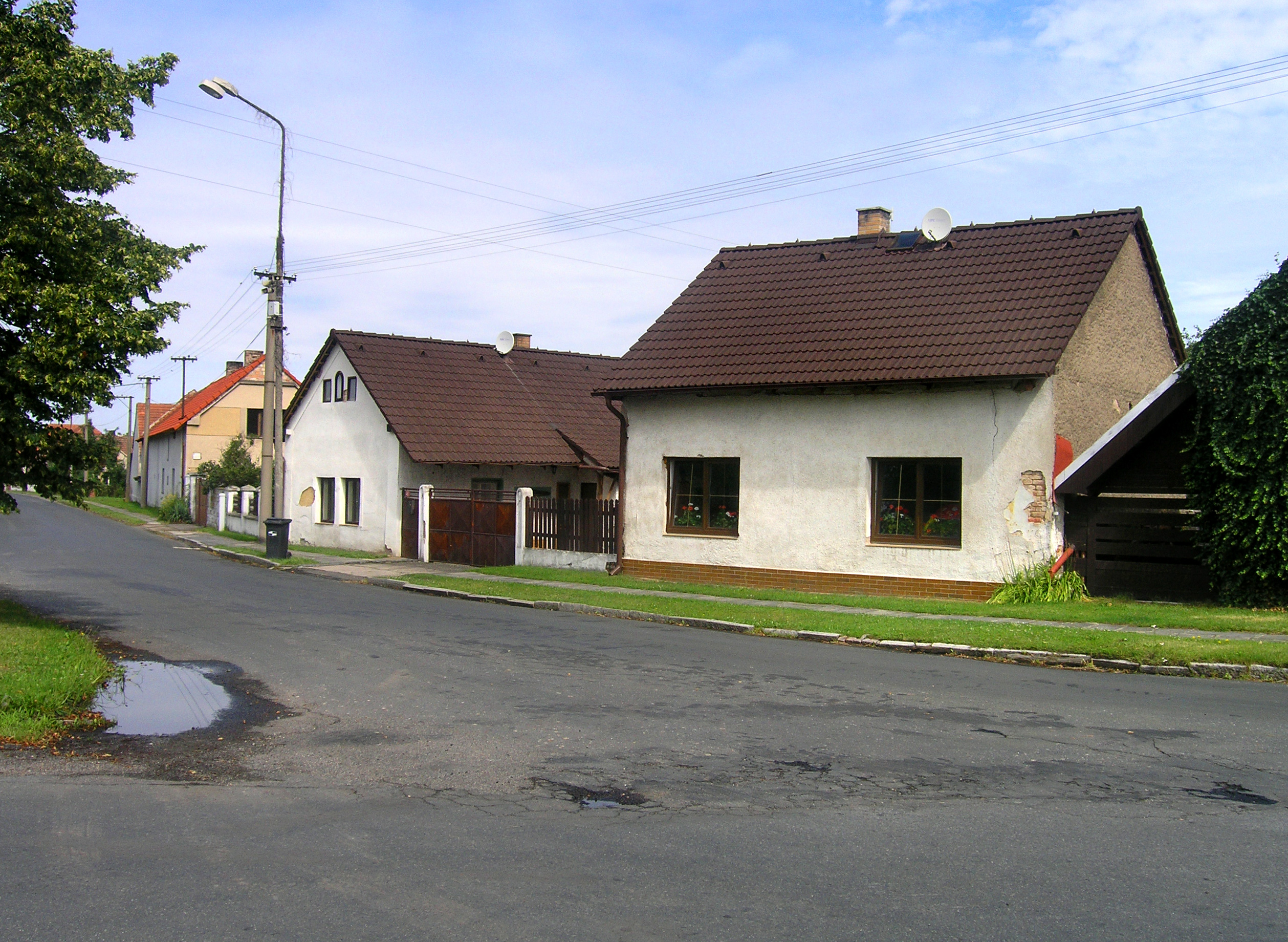
Západní část vesnice
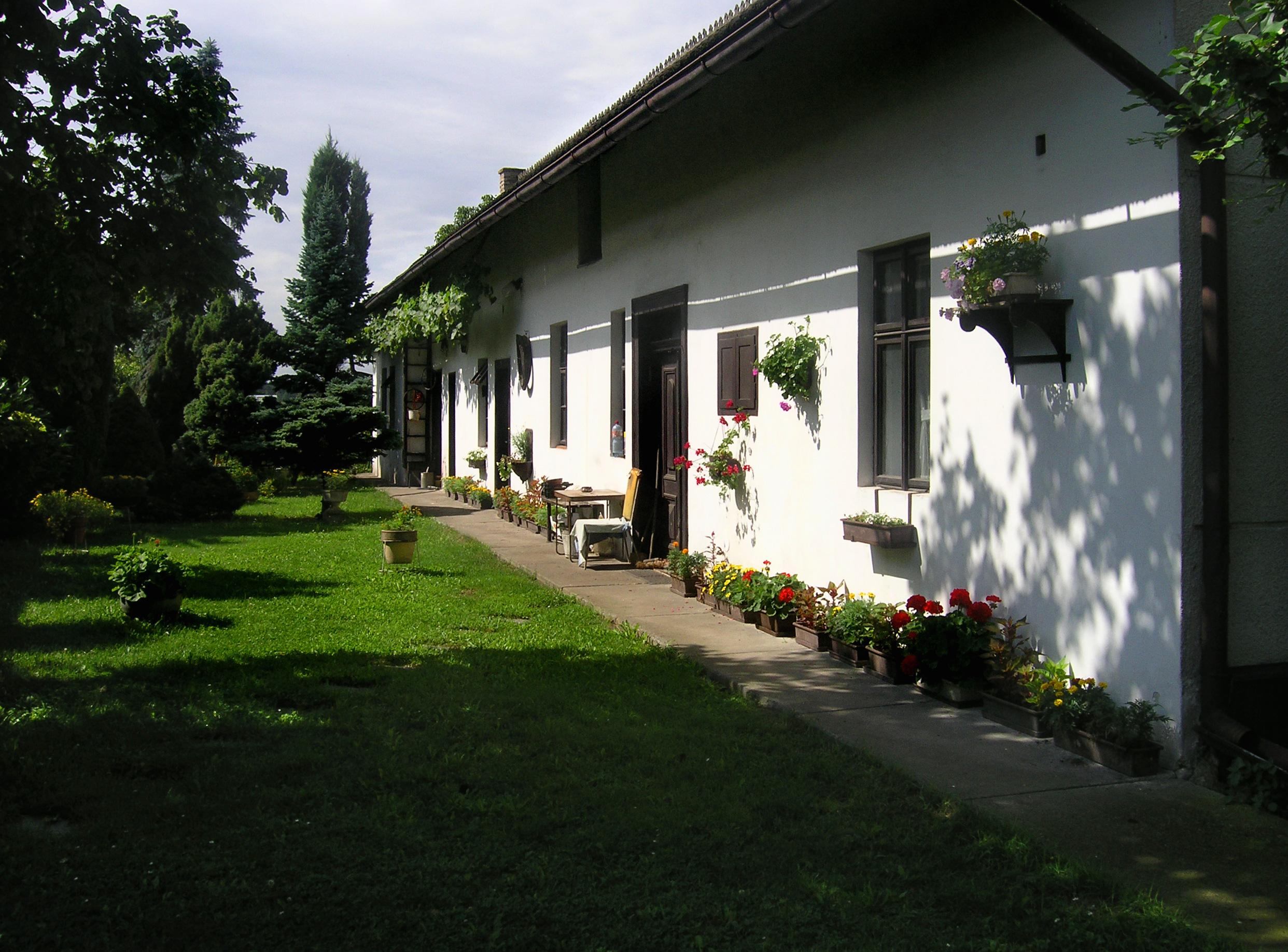
Domek na návsi
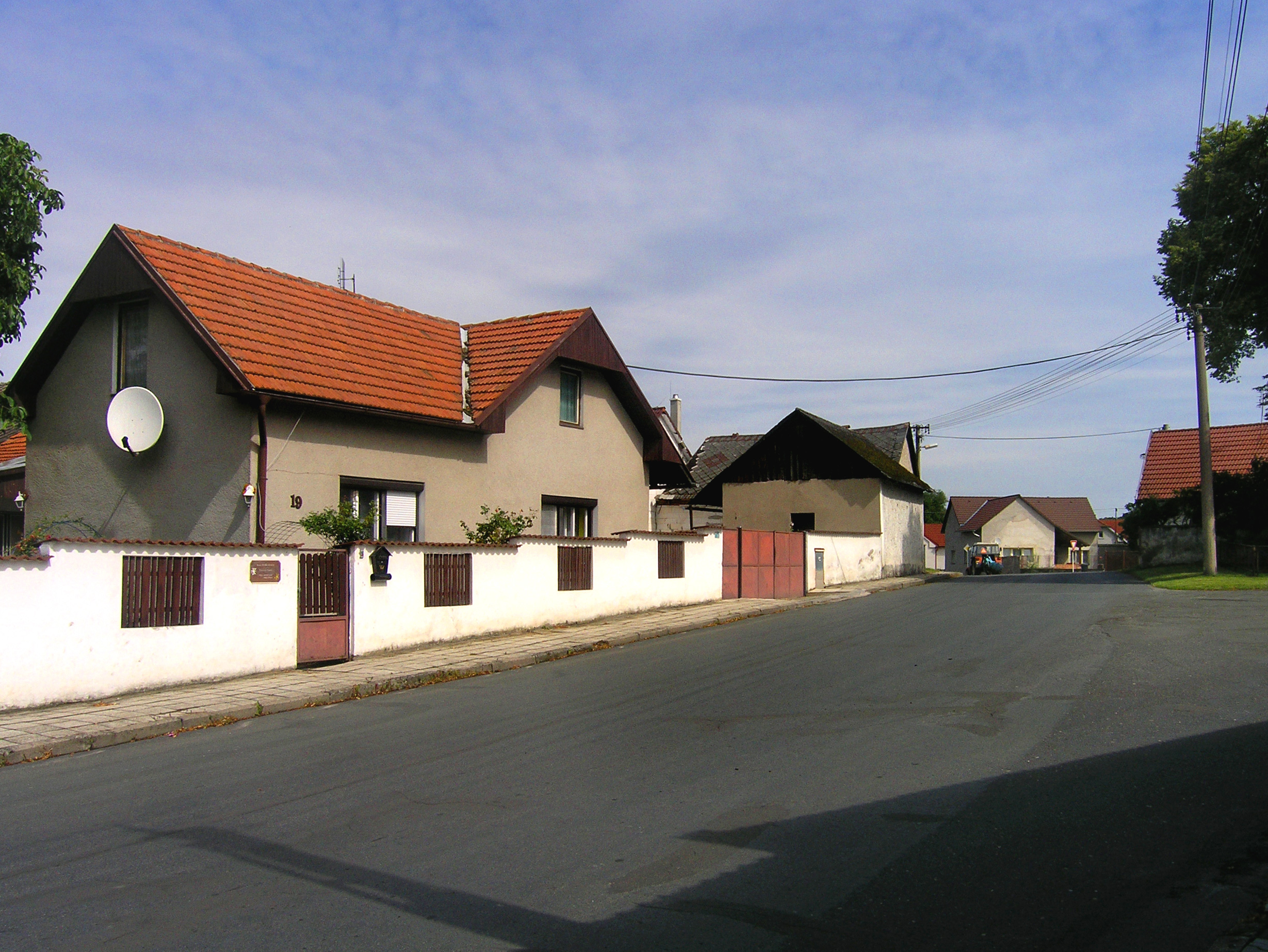
Severní část vesnice